# Otto František Babler
Otto František Babler (26. ledna 1901 Zenica, dnešní Bosna a Hercegovina – 24. února 1984 Olomouc), původním jménem Otto Franjo Babler, byl český překladatel, spisovatel, básník, literární historik, knihovník, kulturní publicista a polyglot.

## Životopis
Otec pocházel z německo-slovinské rodiny, matka byla Češka. Babler vychodil obecnou školu v Prijedoru a v Sarajevu, poté studoval na reálném srbochorvatském gymnáziu v Sarajevu. V roce 1915 se jako válečný běženec s matkou dostává na Moravu a dokončuje své středoškolské vzdělání na německém reálném gymnáziu v Olomouci, na němž maturoval v roce 1919.
V roce 1928 (12.9.1928 v Tasově okr. Velká Bíteš za svědka mu byl Jakub Deml) se oženil a natrvalo přestěhoval do Samotišek pod Svatým Kopečkem u Olomouce, kde je na jeho počest pojmenováno náměstí.
Je jedním z nejplodnějších českých překladatelů (asi 4 000 překladů). Překládal ze slovinštiny, srbocharvátštiny, bulharštiny, ruštiny, němčiny, angličtiny, francouzštiny a italštiny a z češtiny do němčiny i angličtiny. Centrem jeho pozornosti byla spiritualistická, náboženská a folkloristická tvorba. V letech 1926–1946 vydával edici Hlasy, v níž v bibliofilské úpravě uváděl své překlady Rilkeho, Blakeho, Claudela, Bubera a dalších.
V letech 1935–48 byl knihovníkem Obchodní komory v Olomouci, v letech 1948–1956 knihovníkem Univerzitní knihovny. Mimo to v letech 1946–56 vedl na obnovené olomoucké univerzitě cvičení ze srbochorvatštiny. Od roku 1956 žil jako nezávislý spisovatel. Bablerovým životním dílem je překlad Dantovy Božské komedie, který přeložil společně s Janem Zahradníčkem. Vysoko ceněn je také jeho překlad Máchova Máje do němčiny.
Obdržel in memoriam Cenu města Olomouce za rok 1998 v oblasti literatura.

## Ukázka
První čtyři sloky prvého zpěvu prvního oddílu Božské komedie – Pekla:
I. Peklo
Zpěv prvý
1 Kde v půli život náš je se svou poutí,
2 procházet bylo mi tak temným lesem,
3 že pravý směr jsem nemoh' uhodnouti
4 Ach, trudno líčit ona místa, kde jsem
5 probloudil ten hvozd divý, drsný, tmavý,
6 že na to dosud vzpomínám jen s děsem.
7 Snad ani smrt tak hořce neotráví
8 Však dospěl jsem tam k všeho dobra středu,
9 a proto vypovím vše bez obavy.
10 Jak jsem tam vešel, říci nedovedu,
11 neboť mi sen v těch místech oči sklížil,
12 až pravá cesta zmizela mi vpředu.

## Dílo

### Vlastní
- Jak jsem překládal Havrana, 1931

### Překlady

#### z němčiny
- Abraham a Sancta Clara: Výrobce papíru (výbor ze sbírky kázání Etwas für Alle; Mor. Ostrava, Otto F. Babler, R. Michalik, Antonín J. Schmidt a synové, Pokorný a spol., 1931)
- Immanuel Kant: O svazu národů (1924)
- Christoph Martin Wieland: Kámen mudrců (1927)
- Achim von Arnim: Devět balad (ze sb. Des Knaben Wunderhorn – Chlapcův kouzelný roh)
- Martin Buber: Chasidské povídky (1937)
- Daniel von Czepko, Angelus Silesius: Průpovědi poutníků cherubínských (1938)
- Angelus Silesius: Poutník cherubínský (1941)

#### z angličtiny
- William Shakespeare: Král Lear
- William Blake: Snoubení nebe s peklem (1931)
- Edgar Allan Poe: Havran (The Raven, 1930)
- Sinclair Lewis: Mantrap (1931)

#### z francouzštiny
- Gustav Flaubert: Legenda o sv. Juliánu Pohostinném (1927)
- Pověsti sladké Francie
- Paul Claudel: Svaté obrázky z Čech, Krystal Olomouc (1945), ilustrace Antonín Marek Machourek

#### ze staré franštiny
- Kejklíř matky Boží: Starofrancouzská legenda (1924)

#### z italštiny
- Giovanni Boccaccio: Život Dantův
- František z Assisi: Píseň bratra Slunce (Il Cantico di Frate Sole, 1936)
- Dante Alighieri: Božská komedie (1952, s Janem Zahradníčkem)

#### ze srbochorvatštiny
- Travnická kronika (1958)

#### z latiny
- Ve svátek svatého Cyrila a Metoděje (In festo SS. Cyrilli et Methodii, 1937, ilustroval Vojmír Vokolek)

#### z dalších jazyků
- Legendy ukrajinské
- Srbské legendy
- Ethiopské legendy
- Jeníček usmrkanec: Bretoňská národní píseň (Praha 1929, Picka)
- Marie po poli kráčela... sbírka lidové mystiky (1927)
- Estonské hádanky. Venkov 31, 1936, 102, s. 12.
- Estonské národní hádanky. Venkov 21, 1926, 73. s. 8.
- Finské národní hádanky. Venkov 24, 1929, 216, s. 9.

#### překlady z češtiny do němčiny
- Josef Čapek: Geschichten vom Hündchen und vom Kätzchen (O pejskovi a kočičce, 1958)
- Karel Hynek Mácha: Máj

#### překlady z češtiny do angličtiny
- František Halas: Old Women (Staré ženy, 1935)